# 랠리 산레모
랠리 산레모(이탈리아어: Rallye Sanremo)는 이탈리아 산레모에서 열리는 랠리 자동차 경주 대회이다. 1928년에 랠리 인터나치오날레 디 산레모(이탈리아어: Rallye Internazionale di Sanremo)로 개최되었으며, 두 번 개최된 이후 스트리트 레이스로 바뀌어 1937년에 개최되었다. 1961년에 랠리 데이 피오리(Rallye dei Fiori, lit. 'Rally of the Flowers')로 이름을 바꾸어 다시 랠리 레이스로 열리기 시작했다.
1973년 첫 월드 랠리 챔피언십에 포함된 이후 2003년 시즌까지 국제 자동차 연맹 월드 랠리 챔피언십에 포함되었다. 2004년부터 WRC 이탈리아 라운드는 랠리 이탈리아 사르데냐가 되었으며, 랠리 산레모는 인터컨티넨탈 랠리 챌린지를 유치하였고 현재 이탈리아 랠리 챔피언십(이탈리아어: Campionato Italiano Rally)의 라운드가 되었다.